# Municipio de Buffalo (condado de Minnehaha)
El municipio de Buffalo (en inglés: Buffalo Township) es un municipio ubicado en el condado de Minnehaha en el estado estadounidense de Dakota del Sur. En el año 2010 tenía una población de 212 habitantes y una densidad poblacional de 2,28 personas por km².

## Geografía
El municipio de Buffalo se encuentra ubicado en las coordenadas 43°47′54″N 97°3′49″O / 43.79833, -97.06361. Según la Oficina del Censo de los Estados Unidos, el municipio tiene una superficie total de 92.9 km², de la cual 89,42 km² corresponden a tierra firme y (3,74 %) 3,48 km² es agua.

## Demografía
Según el censo de 2010, había 212 personas residiendo en el municipio de Buffalo. La densidad de población era de 2,28 hab./km². De los 212 habitantes, el municipio de Buffalo estaba compuesto por el 98,58 % blancos, el 0,47 % eran asiáticos y el 0,94 % eran de una mezcla de razas. Del total de la población el 0 % eran hispanos o latinos de cualquier raza.